# 植田伸子
植田 伸子（うえた しんこ）は、日本の音楽家（ピアニスト）。佐賀県佐賀市在住。
国立音楽大学を首席で卒業後、シカゴ大学に留学。現在は佐賀市を拠点に幅広い演奏活動を行っている。
レパートリーは古典派のバッハからロマン派のショパンやリスト・ラフマニノフにいたるまで、あらゆる西洋音楽を弾きこなす。演奏スタイルは、動的かつ洗練された音響を旨とする。東京・福岡・佐賀・長崎にて毎年定期演奏活動を行うほか、メキシコなどの海外でも演奏活動を行っている。